# Butoniga (rzeka)
Butoniga – rzeka w Chorwacji, na półwyspie Istria. Jest dopływem Mirny.
W latach 80. XX wieku na Butonidze utworzono sztuczny zbiornik wodny o pojemności 19,7 mln m³.